# Almas transparentes
Almas transparentes es el primer álbum de estudio del cantante mexicano Christian Chávez. Fue lanzado al mercado el 23 de marzo de 2010 en Latinoamérica y Estados Unidos.
El álbum fue producido por Loris Ceroni, y grabado en Italia. El álbum contiene principalmente géneros Pop y Pop latino, con influencias en estilos Dance y rítmicos.

## Información
El álbum lleva por nombre Almas Transparentes, un título que refleja varios sentimientos que inspiró a este joven talento, y asegura que su CD es autobiográfico.
Almas Transparentes se grabó en Italia bajo la dirección y producción del reconocido Loris Ceroni en los estudios Le Dune Recording Studios y mezclado en Londres. Este material cuenta con 10 temas de los cuales 4 de ellos son de la autoría de Christian Chávez, y dos de ellos en coautoría con Samo (integrante de la agrupación Camila).
El 23 de marzo de 2010 el álbum es lanzado a la venta mundialmente.

## Promoción
Sencillos
El 11 de enero de 2010 fue lanzado en descarga digital a través de descarga digital el primer sencillo del álbum titulada «¿En dónde estás?». El 12 de abril de 2010 se llevó a cabo la filmación del video musical para la canción en la ciudad de Chimalhuacán, México. El 15 de marzo de 2010 el video es lanzado a la venta a través de descarga digital.
Sencillos promocionales
Antes de la salida oficial del disco, tres sencillos promocionales fueron puestos a la venta digitalmente mediante descarga digital en la llamada "Countdown to Almas Transparentes". «Aún sin ti» fue el primer sencillo promocional en salir a la venta, el 1 de febrero de 2010.
El segundo sencillo promocional en salir a la venta fue «Almas transparentes», el 1 de marzo de 2010, y posteriormente se convirtió en el segundo sencillo del álbum.
Finalmente, «Quiero volar» fue el tercer y último sencillo promocional del álbum como adelanto del disco. A la venta desde el 15 de marzo de 2010.

## Desempeño comercial
El álbum vendió en los Estados Unidos aproximadamente 1000 copias según Nielsen SoundScan.

## Lista de canciones
| Almas Transparentes |                        |                                              |          |  |
| N.º                 | Título                 | Escritor(es)                                 | Duración |  |
| 1.                  | «Almas transparentes»  | Cesar Miranda                                | 3:20     |  |
| 2.                  | «Aún sin ti»           | Carlos Sánchez, Luis Sánchez, Víctor Sánchez | 4:20     |  |
| 3.                  | «¿En dónde estás?»     | Mauricio Arriaga                             | 3:47     |  |
| 4.                  | «Quiero volar»         | Christian Chávez, Samo                       | 3:26     |  |
| 5.                  | «Baby»                 | Christian Chávez, Mats Valentin              | 3:09     |  |
| 6.                  | «Sígueme y te seguiré» | Peter Kvint, Jonas Myrin                     | 3:32     |  |
| 7.                  | «Y si no ves»          | Mauricio Arriaga                             | 3:44     |  |
| 8.                  | «Nunca entendí»        | Christian Chávez, Samo                       | 3:10     |  |
| 9.                  | «Por qué»              | Max Calo, Alejandro Learn                    | 3:24     |  |
| 10.                 | «Sexy boy»             | Chris Rodríguez, Eduardo Renta               | 4:00     |  |
| 35:45               |                        |                                              |          |  |

## Posicionamiento en listas

### Semanales
| Lista (2010)                      | Máxima Posición |
| --------------------------------- | --------------- |
| México - Mexican Pop Albums Chart | 56              |
| Ecuador - Ecuador Top 15          | 11              |
| Brasil - Brazilian Albums Chart   | 20              |

## Créditos y personal
Créditos por Almas transparentes:
| - Loris Ceroni - Arreglos, teclados, Mixing, productor ejecutivo, programación y grabación - Christian Chavez - Compositor, Artista Primario - Claudio Passavanti - Arreglos, teclados, preproducción, productor - Iván Aguirre - Fotografía - Max Calo - Compositor - Cesar Miranda - Compositor - Per Eklund - Compositor - Gigi Fazio - Coros - Álvaro González - A&R - Fernando Grediaga - A&R - Peter Kvint - Compositor - Alejandro Learn - Compositor - Mike Marsh - Masterización - Mauricio L. Arriaga - Compositor - Jorge Eduardo Murguía - Compositor - Jonas Myrin - Compositor - Brad Myrock - Arreglos, guitarra, productor - Mario Neri - Arreglos, teclados, productor | - Daniel C. Peralta - Diseño - Livio Perrotta - Arreglos, teclados, preproducción, productor - Eduardo A. Renta - Compositor - Ricky Rinaldi - Preproducción - Chris Rodríguez - Compositor - Samo - Compositor - Víctor Sánchez - Compositor - Daniel Suárez - Coordinación general - Mats Valentin - Compositor - Pablo Vega - Mánager - Johan Wetterberg - Compositor |